# League of Legends
League of Legends (w skrócie LoL) – sieciowa gra komputerowa z gatunku multiplayer online battle arena. Powstała na bazie modyfikacji Defense of the Ancients do Warcrafta III: The Frozen Throne. Wydana przez Riot Games 27 października 2009.

## Rozgrywka

### Tryb zwykły
Mecze w grze League of Legends odbywają się na mapie Summoner’s Rift. Głównym celem rozgrywki, w której uczestniczą dwie drużyny składające się z pięciu graczy, jest zniszczenie struktury zwanej Nexusem w bazie przeciwnika. W pobliżu Nexusa znajduje się fontanna, z której bohaterowie rozpoczynają grę oraz do której wracają, aby uzupełnić punkty życia, manę i nabyć przedmioty w sklepie.
Mapa składa się z trzech głównych ścieżek, prowadzących do bazy przeciwnika. Każda aleja jest chroniona przez trzy wieże obronne oraz inhibitor, a w bezpośrednim sąsiedztwie Nexusa znajdują się dodatkowe dwie wieże. Dżungla, obszar pomiędzy alejami, zawiera neutralne potwory oraz rośliny. Potwory, takie jak smoki żywiołów, Starszy Smok oraz Baron Nashor, są potężne i mają szczególne znaczenie w grze. Po ich pokonaniu drużyna otrzymuje znaczące wzmocnienie.
W grze wyróżnia się pięć głównych pozycji, które tworzą zalecaną kompozycję drużyny: górną aleję, dżunglę, środkową aleję, dolną aleję oraz wsparcie. Każdy gracz wybiera bohatera przypisanego do jednej z pozycji, a podczas rozgrywki postać zdobywa doświadczenie, które pozwala awansować na wyższe poziomy i rozwijać umiejętności. Gracze zdobywają również złoto, które można przeznaczyć na zakup przedmiotów zwiększających statystyki postaci. Udostępniono ponad 160 bohaterów, z których każdy ma wyjątkowy zestaw umiejętności.

### Inne tryby gry
W 2013 r. wprowadzono tryb All Random All Mid (ARAM) rozgrywany na mapie Howling Abyss, która zawiera tylko jedną aleję. W przeciwieństwie do rozgrywki na Summoner’s Rift, gracz otrzymuje wyłącznie losową postać spośród dostępnych dla niego. Celem nadal jest zniszczenie Nexusa drużyny przeciwnej, jednak rozgrywka koncentruje się głównie na walce. Aby bohater mógł zakupić przedmioty, musi zginąć, ponieważ powrót do bazy jest wyłączony. W przedsezonie 2022 r. zmodyfikowano mapę: wprowadzono hexbramy umożliwiające szybszy powrót, wypełniono pustą przestrzeń przy prawej krawędzi alei, a wieże które ulegną zniszczeniu, przewracają się, tworząc nową strukturę. Część zmian została wycofana po krytyce ze strony graczy.
W 2016 r. po czterech latach został usunięty tryb Dominion, natomiast w 2019 po dziesięciu latach usunięto tryb dla drużyn trzyosobowych Twisted Treeline wraz z osobną kolejką rankingową.
Co pewien czas pojawiają się nowe rotacyjne tryby gier, których założenia są całkowicie odmienne od standardowej rozgrywki. Przykładem może być tryb Ultra Rapid Fire, gdzie czas odnowienia umiejętności jest zredukowany o 80% lub tryb Nexus Blitz z różnymi wydarzeniami podczas oraz czasem rozgrywki wynoszącym 20 minut. Od 2021 r. co roku pojawia się tryb Rozpieczętowana księga czarów (ang. Ultimate Spellbook). W 2023 r. z okazji letniego wydarzenia udostępniony został tryb 2v2v2v2 przemianowany na Arena. Druga edycja tego trybu rozszerzyła pulę graczy do ośmiu par. W 2024 r. sezonowym wydarzeniem był tryb Rój (ang. Swarm), który był pierwszym trybem PvE od lat i cieszył się dużą popularnością. W przeszłości pojawiały się również tryby gry takie jak: Niszczące boty zagłady (ang. Doom Bots), Odyseja: Wydobycie (ang. Odyssey: Extraction), Wyniesienie (ang. Ascension), Inwazja (ang. Invasion), Przeciążenie (ang. Overcharge), Polowanie krwawego księżyca (ang. Hunt of the Blood Moon).

### Teamfight Tactics
Tryb gry Teamfight Tactics został wprowadzony w czerwcu 2019 roku i bazuje na trybie Dota Auto Chess. W przeciwieństwie do innych trybów League of Legends, mechanika rozgrywki opiera się na zasadach typowych dla gier typu auto battler. Gracze rywalizują, tworząc drużyny z dostępnych bohaterów, budując kompozycje oparte na ich umiejętnościach i klasach. Rozgrywka nie polega na bezpośrednim sterowaniu jednostkami, a na umieszczaniu ich na planszy, gdzie automatycznie walczą w kolejnych rundach. We wrześniu 2019 Riot Games poinformowało, że Teamfight Tactics ma 33 miliony graczy miesięcznie, zaś w lipcu 2022 r. ta liczba wzrosła do ponad 80 milionów graczy

### System rankingowy

Uproszczony widok izometryczny mapy gry MOBA, w tym przypadku Summoner’s Rift

W grze istnieje system rankingowy, do którego dostęp uzyskują gracze po osiągnięciu wymaganego poziomu konta oraz odblokowaniu odpowiedniej liczby bohaterów. Gracze są przydzielani do lig i dywizji na podstawie ukrytego rankingu Elo, znanego jako Matchmaking Rating (MMR). Udział w rozgrywkach rankingowych można brać indywidualnie lub zespołowo, a rozgrywki odbywają się w dwóch trybach: solo-duet (dla graczy o zbliżonym poziomie umiejętności) oraz elastycznym (dla grup o zróżnicowanych rangach, z wyjątkiem drużyn czteroosobowych). W latach 2010-2022 w trakcie sezonu odbywał się wyłącznie jeden sezon rankingowy, natomiast w 2023 r. sezon rankingowy został podzielony na dwa rozdziały (ang. split). W 2024 r. sezon został podzielony na trzy rozdziały. Na zakończenie każdego rozdziału gracze otrzymują nagrody, zależne od ich pozycji w lidze i dywizji.
W 2019 roku dokonano zmian w systemie rankingowym, wprowadzając dywizje dla graczy o niższych umiejętnościach oraz na najwyższym poziomie. W 2023 r. wprowadzono rząd usprawnień systemu rankingowego m.in. usunięto mecze o awans oraz wprowadzono nową rangę – szmaragd. Według stanu na 2024 r. drabinka rankingowa składa się z następujących rang: żelazo, brąz, srebro, złoto, platyna, szmaragd, diament, mistrz, arcymistrz oraz pretendent.

## Rozwój
Założyciele Riot Games, Brandon „Ryze” Beck i Marc „Tryndamere” Merrill, będąc współlokatorami na Uniwersytecie Południowej Kalifornii, studiowali biznes i związali się z grami wideo. Obydwaj uważali, że twórcy gier wideo zbyt szybko przeskakują z gry do gry, a sukces Defence of the Ancients wskazał im, że gry można wspierać i zarabiać w perspektywie długoterminowej. We wrześniu 2006 r. pozyskując fundusze (ok. 1,5 mln dolarów) od rodziny i angielskich inwestorów, Beck i Merrill założyli Riot Games i rozpoczęli pracę nad League of Legends. Pierwszą osobą zatrudnioną przez Riot Games był Steve "Guinsoo" Feak, jeden z wczesnych twórców DotA Allstars - fundamentu gier gatunku MOBA, a drugą Steve Mescon, administrator zespołu wsparcia DOTA. Deweloperzy byli zdezorientowani patrząc na projekt gry bez trybu dla jednego gracza oraz modelem biznesowym free-to-play. W 2011 roku przedsiębiorstwo zostało przejęte przez chińską korporację Tencent.
Gra została po raz pierwszy zapowiedziana 7 października 2008 r. 10 kwietnia 2009 roku rozpoczęła się faza beta testów z siedemnastoma dostępnymi postaciami i trwała do dnia  26 października 2009 r, zaś sama gra została oficjalnie wydana dzień później – 27 października. Producenci na bieżąco wprowadzali poprawki oparte na opiniach graczy zamieszczonych na forach internetowych. W 2012 roku w odpowiedzi na toksyczność i nękanie w trakcie gier, Riot utworzyło zespół psychologów ds. zachowań graczy, który zredukował liczbę zgłoszeń o ponad 30%. Od 2014 do 2016 liczba aktywnych graczy League wzrosła z 67 do ponad 100 milionów graczy.
League of Legends od momentu premiery w 2009 roku otrzymuje regularne aktualizacje. W 2014 roku rozpoczęto dodawanie łatek co dwa lub trzy tygodnie. Na koniec każdego sezonu rywalizacji w tzw. „presezonie” wydawana jest duża aktualizacja poprawiająca jeden aspekt rozgrywki w kolejnym sezonie. W 2015 była to wizualna poprawa mapy Summoner’s Rift, w 2016 wprowadzenie warsztatu hextech, umożliwiające zdobywanie za darmo przedmiotów kosmetycznych i urozmaicenie dżungli nowymi rodzajami potężnych potworów (herold oraz smoki żywiołów). W 2017 dodano tryb treningowy, statystykę destrukcji oraz wprowadzono znaczne zmiany w dżungli (nowe rośliny, uproszczenie wzmocnień), w 2018 usunięto stary system run (które trzeba było kupować za zdobywane punkty zasług) i zamieniono go na nowy, który jest bezpłatny. Oprócz tego odblokowano granicę 30 poziomu. W 2019 dodano opancerzenie wieży pierwszego poziomu, dwie nowe rangi dla graczy słabszych (żelazo) oraz uzdolnionych (arcymistrz). W 2020 sprawiono, że smoki żywiołów zaczęły wpływać na wygląd mapy Summoner’s Rift, podwojono częstotliwość występowania heralda oraz dodano nowe przedmioty dla wspierających. W 2021 ogromne zmiany dotknęły wszystkie przedmioty (1/3 usunięto, 1/3 zmieniono, 1/3 dodano), oprócz tego wprowadzono kategorię przedmiotów – mityczne – która wzmacnia statystyki innych przedmiotów. W 2022 r. usprawniono i rozwinięto istniejące systemy oraz wprowadzono system wyzwań dla graczy. W 2023 r. wprowadzono rząd usprawnień komunikacyjnych oraz zmieniono system walki w dżungli. Dodatkowo dużej zmianie uległ harmonogram sezonu, ponieważ podzielono go na dwa splity. Oprócz tego usunięto serię o awans oraz wprowadzono nową rangę – szmaragd. W trakcie trwania sezonu poinformowano o rezygnacji z przerwy pomiędzy sezonami, zaplanowanym podziale sezonu 2024 na trzy splity i usunięciu przedmiotów mitycznych. W styczniu zmiany trafiły do gry.
W październiku 2019 Riot Games ogłosiło kilka nowych gier komputerowych związanych z LoL, m.in. samodzielną, mobilną wersję trybu Teamfight Tactics (wydana 19 marca 2020 r.) grę karcianą Legends of Runeterra (wydana 29 kwietnia 2020 r.) oraz mobilną wersję gry o tytule League of Legends: Wild Rift (wydana 8 października 2021 r.). 20 lipca 2022 r. w Chinach premierę miała gra symulująca pracę menadżera drużyny e-sportowej, LoL Esports Manager. Jedna z rozwijanych gier z kategorii bijatyk znana jako Project L, 22 lutego 2024 r. została oficjalnie zapowiedziana jako 2XKO. Premiera na komputery stacjonarne oraz konsole PlayStation 5 i Xbox Series X/S ma mieć miejsce w 2025 r. Wśród wymienionych w 2019 r. gier które nie zostały wydane znajdują się: wieloosobowa gra oznaczona Project F oraz nienazwane MMORPG w świecie gry.
W 2019 r. Riot Games utworzyło wydawnictwo Riot Forge, umożliwiające zewnętrznym studiom publikowaniu gier związanych z League of Legends: wydane Ruined King i Hextech Mayhem, Mageseeker, Song of Nunu Conv/rgence oraz Bandle Tale. W styczniu 2024 r. przedsiębiortswo poinformowało o masowych zwolnieniach oraz zamknięciu Riot Forge.
Oprócz gier komputerowych Riot Games wydało także gry planszowe: Mechs vs. Minions oraz Tellstones: King's Gambit.

## Ligi regionalne
Zawodowa rywalizacja w League of Legends odbywa się zarówno na poziomie amatorskim jak i zawodowym. Pierwsze próby utworzenia zawodowej ligi regionalnej sięgają wiosny 2012 roku. W 2013 roku utworzono zawodową ligę – League of Legends Championship Series dla Europy i Ameryki Północnej. Liczba lig zmieniała się na przestrzeni lat, a pomiędzy nimi często dokonywały się zmiany m.in. w 2024 roku do ekosystemu PCS włączono League of Legends Japan League (LJL)
W czerwcu 2024 r. Riot Games poinformowało o przeformatowaniu dotychczasowych lig regionalnych. Część z nich połączono w ligi wielo-regionalne. Bez zmian pozostawiono ligę chińską, koreańską oraz europejską. Liga północno-amerykańska (LCS), brazylijska (CBLOL) oraz latynoska (LLA) zostały połączone w ligę Americas, w której o awans do turniejów międzynarodowych walka odbywa się między dwiema konferencjami – północną i południową. Ligę wietnamską podobnie jak wcześniej ligi japońską, australijską połączono z ligą pacyficzną tworząc nową ligę Pacific.
Od 2025 r. funkcjonuje pięć lig regionalnych: League of Legends Champions Korea (LCK), League of Legends Pro League (LPL) oraz League of Legends EMEA Championship (LEC), League of Legends Championship Pacific (LCP), League of Legends Championship of The Americas (LTA).

## Turnieje

### Mistrzostwa Świata w League of Legends
Pierwsze Mistrzostwa Świata w grze League of Legends odbyły się w czerwcu 2011 r. podczas szwedzkiego turnieju DreamHack Summer 2011. Pula nagród wynosiła sto tysięcy dolarów amerykańskich, z czego europejska drużyna Fnatic otrzymała 50 tysięcy za zwycięstwo w turnieju. Rozgrywki emitowano na platformach streamingowych, gdzie śledziło je ponad 1,6 miliona ludzi. W związku z licznymi problemami z połączeniem internetowym podczas rozgrywek, w październiku 2012 r. Riot Games ogłosiło wydanie specjalnego klienta LAN, który został po raz pierwszy użyty podczas ćwierćfinałów Mistrzostw Świata Sezonu 2. Turniej ten wygrała tajwańska drużyna Taipei Assasins, pokonując w finale południowokoreańskie Azubu Frost wynikiem 3:1 i zdobywając nagrodę w wysokości miliona dolarów amerykańskich. W finale Mistrzostw Sezonu 3. SK Telecom T1 z Korei Południowej zwyciężyło z chińskim Royal Club. We wrześniu 2014 roku odbyły się Mistrzostwa Świata sezonu czwartego w Korei Południowej. Finał Mistrzostw 2014 roku wygrała koreańska drużyna Samsung White, pokonując chińskie Starhorn Royal Club wynikiem 3:1. W latach 2015-2016 w Berlinie oraz w Los Angeles, SK Telecom T1 dwukrotnie zdobyła tytuł mistrza świata pokonując odpowiednio koreańskie drużyny KOO Tigers oraz Samsung Galaxy. W 2017 roku w Pekinie Samsung Galaxy pokonało obrońców tytułu – SK Telecom T1. Finały sezonu ósmegoo dbyły się na Munhak Stadium w Inczonie. W chińsko-europejskim finale zwyciężyła drużyna Invictus Gaming, która pokonując Fnatic zdobyła pierwszy tytuł mistrzowski dla Chin. W 2019 r. na paryskiej scenie AccorHotels Arena w finale chińska drużyna FunPlus Phoenix pokonała europejskie G2 Esports. W październiku 2020 r. w Szanghaju koreańska drużyna DAMWON Gaming pokonała wynikiem 3:1 chińską drużynę Sunning. Mistrzostwa w 2021 roku, pierwotnie zaplanowane w Chinach, przeniesiono z powodu ograniczeń spowodowanych pandemią COVID-19 na Islandię. Finał zakończył się zwycięstwem chińskiej drużyny EDward Gaming nad obrońcą tytułu – DWG KIA. W 2022 r. finał w San Francisco między dwiema koreańskimi drużynami DRX oraz T1, zakończył się wynikiem 3:2 na korzyść DRX. W latach 2023-2024 w Seulu oraz w Londynie, T1 ponownie dwukrotnie zdobyła tytuł mistrza świata pokonując odpowiednio chińskie drużyny Weibo Gaming oraz Bilibili Gaming.

### Mid-Season Invitational
Jest to coroczny turniej organizowany od 2015 roku. W pierwszej edycji turnieju zwyciężyła drużyna z Chin EDward Gaming, pokonując w finale koreańską drużynę SK Telecom T1. W latach 2016–2017 zwycięzcą turnieju było SKT T1. W 2018 roku zwycięstwo powróciło do Chin za sprawą drużyny Royal Never Give Up. Mistrzem MSI w 2019 roku została europejska drużyna G2 Esports, która jako pierwsza drużyna spoza Azji wygrała turniej. W 2020 roku turniej został odwołany przez pandemię COVID-19. W latach 2021–2022 zwycięstwo odniosła chińska drużyna Royal Never Give Up. W 2023 roku zwycięstwo odniosła chińska drużyna JD Gaming. W 2024 roku zwycięstwo odniosła koreańska drużyna Gen.G, zyskując kwalifikację na Mistrzostwa Świata 2024.

### First Stand Tournament
Jest to trzeci coroczny międzynarodowy turniej organizowany od 2025 r. W turnieju bierze udział pięć zakwalifikowanych drużyn – zwycięzcy pierwszego konkurencyjnego sezonu z lig regionalnych. Każda z pięciu drużyn zmierzyła się ze sobą w serii best-off. W pierwszej edycji turnieju drużyna gospodarzy, południowokoreańska drużyna Hawnwha Life Esports pokonała w finale europejską formację Karmine Corp. Kolejne edycje turnieju mają odbyć się w Brazylii w 2026 r. oraz w Azji Południowo-Wschodniej w 2027 r.

### Esports World Cup
League of Legends jest jedną z konkurencji podczas serii turniejów na Esports World Cup organizowanym w Rijadzie przez Esports Worlds Cup Foundation, nadzorowaną przez ESL oraz zatwierdzoną przez Riot Games. W 2024 r. w zmaganiach brało udział osiem drużyn z czterech głównych regionów. Pierwszą edycję rozgrywaną od 4 do 7 lipca 2024 r. wygrało południowokoreańskie T1. W lutym 2025 r. Riot Games potwierdziło, że gry ich produkcji (w tym League of Legends) ponownie pojawi się na EWC.

### Igrzyska azjatyckie
Podczas XVIII edycji rozgrywanych co cztery lata Igrzysk azjatyckich League of Legends jest została zaprezentowana jako sport pokazowy. Udział w rozgrywkach w Dżakarcie i Palembang w Indonezji wzięło osiem reprezentacji. W finale reprezentacja Chin zwyciężyła nad Koreą Południową, natomiast Chińskie Tajpej wygrało mecz o trzecie miejsce z Arabią Saudyjską. W przesuniętych na 2023 r., Asian Games 2022 w Hangzhou udział wzięło dziewiętnaście reprezentacji. W finale Korea Południowa pokonała reprezentację Tajwanu. Mecz o trzecie miejsce między Chinami, a Wietnamem, zakończyło się na korzyść Chin.

## Odbiór gry
Gra została pozytywnie przyjęta zarówno przez krytyków, jak i przez graczy. Według agregatora Metacritic League of Legends uzyskała średnią z ocen wynoszącą 78/100.
Matt Liebl z serwisu Gamezone.com stwierdził, że jest to gra, przy której gracze spędzają obecnie najwięcej czasu. Zainteresowanie wzbudzają także turnieje League of Legends. Mistrzostwa Świata Sezonu 3 były najpopularniejszym e-sportowym wydarzeniem w historii. Ponad 32 miliony ludzi obejrzało mecz finałowy. Z kolei wcześniejszą edycję turnieju obejrzało 8,2 mln fanów. Według danych z 2014 roku w League of Legends każdego miesiąca grało 67 mln osób, 27 mln osób dziennie oraz ponad 7,5 mln osób w tym samym czasie w ciągu największego w danym dniu natężenia. Według statystyk z 2020 roku liczba graczy sięgnęła liczbę 115 milionów, ponad 65 mln graczy miesięcznie, 27 mln graczy dziennie i 8 mln jednocześnie. 1 listopada 2021 r. Riot Games ogłosiło, że w ich produkcje (LoL, LoR, TFT, LOL:WR) gra 180 mln aktywnych użytkowników.
League of Legends stała się inspiracją tekstu piosenki „Masterpiece” szwedzkiego artysty Basshuntera z 2018 roku. Oprócz działalności deweloperskiej, Riot Games zaczęło tworzyć własną muzykę przedstawianą przez zespoły Pentakill, K/DA oraz True Damage, które są grupami do których należą bohaterowie gry. W 2019 r. rozpoczęło współpracę z francuskim domem mody Louis Vuitton, a w 2022 r. z Tiffany & Co. Oprócz tego od 2018 roku we współpracy z Marvel Comics wydaje komiksy. W trakcie obchodów dziesięciolecia gry, zapowiedziany został serial animowany we współpracy z Netflix. Serial Arcane miał swoją premierę 6 listopada 2021 r.
15 lipca 2013 gra została uznana w USA za pełnoprawny sport, we Francji w 2015 r., w Hiszpanii w 2016 r., w Polsce w 2019 r.

### Nagrody
| 2009 | IGN PC Best Strategy Game 2009           | „Readers’ Choice”                                                                 | wygrana   | [ 109 ] |
| 2009 | GameSpy Gamers’ Choice Awards 2009       | „PC Gamers’ Choice”                                                               | wygrana   |         |
| 2010 | 1st Game Developers Online Choice Awards | Best Online Technology, Visual Arts, Game Design, New Online Game, Audience Award | wygrana   | [ 109 ] |
| 2010 | Golden Joystick Awards 2010              | Online Game of the Year                                                           | wygrana   | [ 109 ] |
| 2011 | Golden Joystick Awards 2011              | Best Free-to-Play Game                                                            | wygrana   | [ 110 ] |
| 2015 | The Game Awards 2015                     | Esports Game of the Year Award                                                    | nominacja | [ 111 ] |
| 2017 | 2017 Teen Choice Awards                  | Choice Video Game                                                                 | nominacja | [ 112 ] |
| 2017 | Golden Joystick Awards 2017              | Esports Game of the Year                                                          | nominacja | [ 113 ] |
| 2017 | The Game Awards 2017                     | Best Esports Game                                                                 | nominacja | [ 114 ] |
| 2018 | 45th Annie Awards                        | Best Animated Television/Broadcast Commercial (Legends Never Die)                 | nominacja | [ 115 ] |
| 2018 | 39th Sports Emmy Awards                  | Outstanding Live Graphic Design (2017 League of Legends World Championship)       | wygrana   | [ 116 ] |
| 2018 | Golden Joystick Awards 2018              | Esports Game of the Year                                                          | nominacja | [ 117 ] |
| 2018 | The Game Awards 2018                     | Best esports Game                                                                 | nominacja | [ 118 ] |
| 2019 | 11th Shorty Awards                       | Best in Games ("Pop/Stars" by K/DA)                                               | wygrana   | [ 119 ] |
| 2019 | Golden Joystick Awards 2019              | Esports Game of the Year                                                          | nominacja | [ 120 ] |
| 2019 | Hollywood Music in Media Awards          | Original Score – Video Game                                                       | nominacja | [ 121 ] |
| 2019 | The Game Awards 2019                     | Best Esports Game                                                                 | wygrana   | [ 122 ] |
| 2019 | The Game Awards 2019                     | Best Esports Event (2019 League of Legends World Championship)                    | wygrana   | [ 122 ] |
| 2020 | The Game Awards 2020                     | Best Esports Game                                                                 | wygrana   | [ 123 ] |
| 2020 | The Game Awards 2020                     | Best Esports Event (2020 League of Legends World Championship)                    | wygrana   | [ 123 ] |
| 2021 | The Game Awards 2021                     | Best Mobile Game (League of Legends: Wild Rift)                                   | nominacja | [ 124 ] |
| 2021 | The Game Awards 2021                     | Best Esports Game                                                                 | wygrana   | [ 124 ] |
| 2021 | The Game Awards 2021                     | Best Esports Event (2021 League of Legends World Championship)                    | wygrana   | [ 124 ] |
| 2022 | The Game Awards 2022                     | Best Adaptation (Arcane: League ofLegends)                                        | wygrana   | [ 125 ] |
| 2022 | The Game Awards 2022                     | Best Esports Game                                                                 | nominacja | [ 125 ] |
| 2022 | The Game Awards 2022                     | Best Esports Event (2022 League of Legends World Championship)                    | wygrana   | [ 125 ] |
| 2023 | The Game Awards 2023                     | Best Esports Game                                                                 | nominacja | [ 126 ] |
| 2023 | The Game Awards 2023                     | Best Esports Event (2023 League of Legends World Championship)                    | wygrana   | [ 126 ] |